# Sophie Luck
Sophie Kathlyn Luck (ur. 17 października 1989 r. w Pymble, Australia) – australijska aktorka, znana z serialu Na wysokiej fali.
Uczęszczała do Crestwood High School. Przez 5 miesięcy grała Tamarę Simpson w Zatoka serc "Home And Away", później była rola Fiony (Fly) Watson w Na wysokiej fali "Blue Water High".
W 2005 roku dostała nagrodę za "Najlepszą Młodą Aktorkę" na Australian Film Awards.

## Życiorys
Sophie Luck urodziła się 17 października 1989 roku w Pymble w Australii. Kiedy miała 7 lat brała lekcje aktorstwa - dramatu. Starała się o przyjęcie na Performing Arts Academy, kontynuowała aktorstwo oraz śpiew w profesjonalnym programie. Przez 5 miesięcy grała Tamrę Simpson w Zatoka serc (ang. "Home And Away"), później dostała rolę Fiony "Fly" Watson w Na wysokiej fali (ang. "Blue Water High"). W 2005 roku dostała nagrodę za "Najlepszą Młodą Aktorkę" na gali Australian Film Institute Awards.

## Filmografia
- Na wysokiej fali "Blue Water High" jako Fiona "Fly" Watson (2 serie, 2005-2006)
- Zatoka serc "Home And Away" jako Tamara Simpson (1998 i 2003)
- "Don't Blame Me" jako dziewczyna (1 epizod, 2003)
- "Snobs" jako Town Girl
- Szczury wodne "Water Rats" jako Polly Fleet (1 epizod, 2000)